# Цветовой заряд
Цветовой заряд — квантовое число, в квантовой хромодинамике, приписываемое глюонам и кваркам. Эти элементарные частицы взаимодействуют между собой подобно тому, как взаимодействуют между собой электрические заряды, однако, в отличие от электрических зарядов, у которых два знака, цветов три. Их называют «красным» (r), «зелёным» (g) и «синим» (b), но эти названия не имеют никакого отношения к цветам, которые мы видим в повседневной жизни. Для каждого цвета существует также антицвет: «антикрасный», «антизелёный» и «антисиний». При этом это взаимодействие совершается только при очень малых расстояниях между частицами и увеличивается с увеличением расстояния, в отличие от электромагнитного взаимодействия, которое, совершаясь практически при любом расстоянии и ослабляясь с его увеличением, имеет совсем иные характеристики.
Концепция цветов была предложена при создании квантовой хромодинамики для того, чтобы объяснить, каким образом в нуклонах могут сосуществовать кварки с одинаковыми квантовыми числами, не нарушая принципа Паули.
Кварки, из которых состоят барионы и мезоны, имеют свой цвет. Барионы состоят из трёх кварков разных цветов, наложение которых образует бесцветную, или «белую», частицу. Мезоны состоят из кварка и антикварка одинаковых цветов, точнее, цвета и антицвета, что в сумме тоже образует бесцветные частицы.

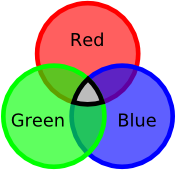
Цвета кварков (красный, зелёный, синий) в комбинации дают бесцветный барион.
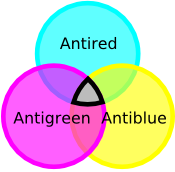
Цвета антикварка (антикрасный, антизелёный, антисиний) в комбинации также дают бесцветную античастицу.

Ситуация с глюонами сложнее, цветные заряды глюонов характеризуются различными комбинациями цветов и антицветов. Всего существует 8 глюонов: 6 цветных и 2 бесцветных.
Цветные глюоны:
| {\displaystyle g_{1}={\frac {r{\bar {b}}+b{\bar {r}}}{\sqrt {2}}},\qquad g_{2}={\frac {-i(r{\bar {b}}-b{\bar {r}})}{\sqrt {2}}},} |
| {\displaystyle g_{4}={\frac {r{\bar {g}}+g{\bar {r}}}{\sqrt {2}}},\qquad g_{5}={\frac {-i(r{\bar {g}}-g{\bar {r}})}{\sqrt {2}}},} |
| {\displaystyle g_{6}={\frac {b{\bar {g}}+g{\bar {b}}}{\sqrt {2}}},\qquad g_{7}={\frac {-i(b{\bar {g}}-g{\bar {b}})}{\sqrt {2}}}.} |

Бесцветные глюоны:
| {\displaystyle g_{3}={\frac {r{\bar {r}}-b{\bar {b}}}{\sqrt {2}}},\qquad g_{8}={\frac {r{\bar {r}}+b{\bar {b}}-2g{\bar {g}}}{\sqrt {6}}}.} |

## Изменение цвета
Сильное взаимодействие между кварками осуществляется путём обмена глюонами. При этом кварки меняют свой цвет. Пример такого изменения схематически изображён на рисунках:

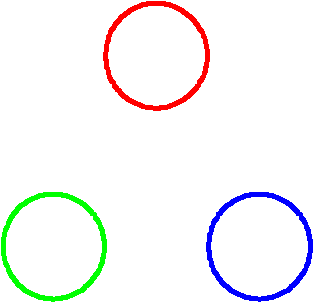
Барион, состоящий из 3 кварков (красного, зелёного, синего), перед сменой цветов
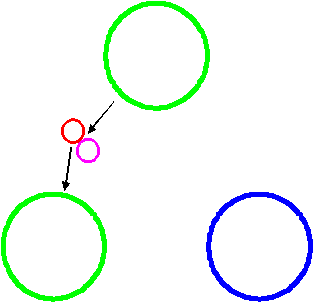
В процессе взаимодействия кварк, на рисунке красный, излучает глюон, на рисунке красно-антизелёный, становясь при этом зелёным.
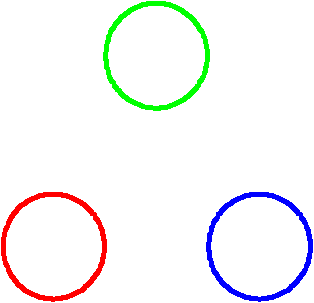
Зелёный кварк поглощает красный-антизелёный глюон и становится красным.
Анимация взаимодействия в нейтроне.